# Iwan Iwanowitsch Artobolewski
Iwan Iwanowitsch Artobolewski, russisch Иван Иванович Артоболевский, (* 9. Oktober 1905 in Moskau; † 21. September 1977 ebenda) war ein sowjetischer Maschinenbauingenieur und Gründer der russischen Schule der Maschinenkinematik.

## Leben
Der Vater von Artobolewski war als Wissenschaftler angesehener Religionslehrer an einer Moskauer Handelsschule, wurde nach der Revolution 1918 entlassen, was die Familie in Armut stürzte, und wurde 1938 in den sogenannten Stalinschen Säuberungen erschossen. Artobolewski studierte ab 1921 an der Moskauer Landwirtschaftsakademie mit dem Abschluss 1924 und Mathematik und Physik an der Lomonossow-Universität mit dem Abschluss 1927. Danach war er 1932 bis 1949 Professor an der Lomonossow-Universität zunächst in der Abteilung theoretische Mechanik. 1936 habilitierte er sich (russischer Doktortitel). 1941 gründete er mit Boris Bulgakow die Abteilung Angewandte Mechanik, die er bis 1944 leitete. Ab 1937 war er auch am Institut für Maschinenbau und ab 1942 Professor am Moskauer Flugzeuginstitut. Artobolewski hatte sich 1941 freiwillig an die Front gemeldet, wurde aber nach drei Wochen auf Befehl von oben abgezogen. Er galt als ausgezeichneter Lehrer, der auch internationale Entwicklungen einbezog, und war Autor verbreiteter Lehrbücher des Maschinenbaus.
Er war Delegierter im Obersten Sowjet und gehörte dessen Präsidium an. 1939 wurde er korrespondierendes und 1946 volles Mitglied der Akademie der Wissenschaften der UdSSR. Seine Publikationsliste umfasst über 1000 Veröffentlichungen, auch zur Technikgeschichte (zum Beispiel über Leonardo da Vinci und seine Maschinen). Deshalb wurde er 1968 Ehrenmitglied der Internationalen Akademie für Wissenschaftsgeschichte in Paris. Sein Hauptwerk Mechanismen erschien 1947 bis 1952 in vier Bänden und beschreibt rund 4000 Mechanismen. In den 1970er Jahren gab er ein Sammelwerk mit rund 5000 Mechanismen heraus. Er arbeitete daran über zehn Jahre. Er schrieb auch Monographien über Akustik und Vibrationen von Maschinen. Sein Klassifikationssystem für Maschinenmechanismen baute auf Leonid Assur auf. Er begründete auch die Forschung in Russland zu Robotern und automatisierter Maschinen.
Er erhielt sechsmal den Leninorden, war Held der Sozialistischen Arbeit (1969), erhielt den Orden des Roten Banners der Arbeit (1945), war geehrter Wissenschaftler der russischen Teilrepublik (1945), erhielt 1946 den Tschebyschew-Preis, 1966 die Silbermedaille der Tschechoslowakischen Akademie der Wissenschaften und 1967 die James Watt Goldmedaille des Institute of Mechanical Engineers. Er war 1969 einer der Gründer der International Federation of Theory of Machines and Mechanisms (IFToMM) und deren erster Präsident. 1965 wurde er Vizepräsident der International Organization of Scientific Workers (IOSW).
Er und seine Frau hatten Verbindungen zu vielen Künstlern und sein Haus war ein musischer Treffpunkt in Moskau.

## Schriften (Auswahl)
- Gesammelte Werke, Moskau: Nauka 2007 (Russisch)
- Herausgeber: Mechanismen in modernen Ingenieurstechniken (Russisch), 5 Bände, Moskau, Nauka 1970 bis 1976
- Mechanismen (Russisch), 4 Bände, Moskau, Sankt Petersburg 1947 bis 1952
- Methoden der Analyse automatischer Maschinen, 2 Bände (Russisch), 1945, 1949
- Über die Struktur räumlicher Mechanismen (Russisch), 1935
- Theorie räumlicher Mechanismen (Russisch), 1937
- Grundlagen der eindeutigen Klassifikation von Mechanismen (Russisch), 1939
- Synthese ebener Mechanismen (Russisch), 1939, 1959
- Synthese von Mechanismen (Russisch), 1944
- Theorie der Mechanismen und Maschinen (Russisch), 1940
- Theorie der Mechanismen (Russisch), 1940 und öfter
- Theorie der Mechanismen für die Reproduktion ebener Kurven (Russisch), 1959
- Akustische Dynamik von Maschinen (Russisch), 1969